# Microrégion de Barra do Piraí
La microrégion de Barra do Piraí est une des microrégions de l'État de Rio de Janeiro appartenant à la mésorégion du Sud Fluminense. Elle couvre une aire de 2 360 km2 pour une population de 172 449 habitants (IBGE 2005) et est divisée en trois municipalités.

## Microrégions limitrophes
- Três Rios
- Vallée du Paraíba Fluminense
- Vassouras

## Municipalités[1]
- Barra do Piraí
- Rio das Flores
- Valença